# Ensenada de Ceballos
La ensenada de Ceballos (en inglés, Zeballos inlet) es una extensión de la ensenada Esperanza en la región norte de la isla de Vancouver, Canadá. Aunque está situada tierra adentro con respecto a la costa exterior, es parte del Océano Pacífico al igual que otras ensenadas en la costa oeste de la isla de Vancouver. En la cabecera de la ensenada se encuentran el río Ceballos y el municipio de Ceballos, que fue fundado como pueblo minero aurífero.

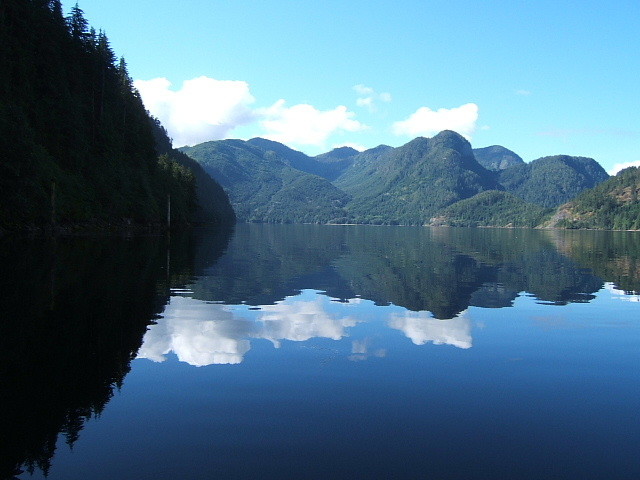
Vista de la ensenada de Ceballos.

## Origen del nombre
La ensenada fue nombrada por Alejandro Malaspina, en honor a un lugarteniente de su tripulación, Ciriaco Ceballos, quien exploró esta ensenada en 1791.